# Allan Costly
Allan Anthony Costly Blyden (Tela; 13 de diciembre de 1954) es un exfutbolista hondureño que jugó tanto a nivel nacional como internacional, como defensa. Es hermano mayor de Júnior Costly y su hijo es el delantero Carlo Costly.

## Trayectoria
Apodado El entrenador, jugó en Honduras con Real España y Tela Timsa. También estuvo en España con el CD Málaga, donde jugó 6 partidos pero no pudo marcar gol.

## Selección nacional
Jugó en el Campeonato Mundial Juvenil de la FIFA de 1977, representó a su país en 18 juegos de clasificación para la Copa del Mundo y jugó en la Copa Mundial de España 1982. Consiguió un total de 41 partidos internacionales, marcando 3 goles.

### Participaciones en Copas del Mundo
| Mundial                                | Sede   | Resultado    |
| -------------------------------------- | ------ | ------------ |
| Copa Mundial de Fútbol Juvenil de 1977 | Túnez  | Primera fase |
| Copa Mundial de Fútbol de 1982         | España | Primera fase |

## Clubes
| Club             | País     | Año       |
| ---------------- | -------- | --------- |
| C.D. Real España | Honduras | 1973-1982 |
| C.D. Málaga      | España   | 1982-1983 |
| C.D. Tela Timsa  | Honduras | 1983-1985 |
| C.D. Real España | Honduras | 1985-1991 |

## Palmarés

### Títulos nacionales
| Título        | Equipo      | País     | Año     |
| ------------- | ----------- | -------- | ------- |
| Liga Nacional | España      | Honduras | 1974-75 |
| Liga Nacional | España      | Honduras | 1975-76 |
| Liga Nacional | España      | Honduras | 1976-77 |
| Liga Nacional | Real España | Honduras | 1980-81 |
| Liga Nacional | Real España | Honduras | 1988-89 |
| Liga Nacional | Real España | Honduras | 1990-91 |

### Títulos internacionales
| Título                                | Equipo (*)  | Sede     | Año  |
| ------------------------------------- | ----------- | -------- | ---- |
| Campeonato de Naciones de la Concacaf | Honduras    | Honduras | 1981 |
| Copa Fraternidad Centroamericana      | Real España | Honduras | 1981 |

(*)Incluyendo la selección.